# Covelo (Kalifornija)
Covelo je naseljeno područje za statističke svrhe u američkoj saveznoj državi Kalifornija. Prema popisu stanovništva iz 2010. u njemu je živjelo 1,255 stanovnika.